# Estadella
|  | Per a altres significats, vegeu «Estadella (Aragó)». |

Estadella, respecte del terme d'Abella de la Conca

Estadella és un turó amb dos cims, de 1.474 i 1.472 m. alt., situat a l'extrem nord-est del terme municipal d'Isona i Conca Dellà, pertanyent a l'antic terme d'Isona. El seu cim més baix, el de més al nord, és termenal amb Abella de la Conca, de la mateixa comarca del Pallars Jussà, però el fort pendís que davalla cap a llevant des d'Estadella és termenal amb l'antic terme de Gavarra, actualment de Coll de Nargó, pertanyent a l'Alt Urgell.
Es tracta, per tant, d'un dels turons que marquen els límits tant del municipi com de la mateixa comarca. Des d'Estadella davalla cap al sud-oest la Serra Mitjana i cap al sud la Serra de la Conca, tota ella termenal amb la comarca de la Noguera i el terme de la Baronia de Rialb. Cap al nord-oest, és a dir, cap a l'Alt Urgell, s'origina a l'Estadella la cinglera de Rocablanca, que queda tota en terme d'Abella de la Conca, i s'estén fins a tocar el poble de la Rua.
L'Estadella pertany al Parc Natural de Serra Mitjana. A part de ser un cim doble, com hem dit, a llevant té un tercer turó germà: la Corona, de 1.462 m. alt. De la Corona baixa cap al nord la Serra de les Carboneres, la major part de la qual ja és en terme d'Abella de la Conca.
En els seus vessants s'originen tot de torrents. Cap al nord, és a dir, cap al terme d'Abella de la Conca, la Rasa del Coll d'Espina, que delimita pel nord el serrat on es troba el poble de la Rua. Cap a llevant, tot de torrents afluents del Rialb, que van a cercar dins del terme de la Baronia de Rialb, com la Rasa del Petroli i la Rasa de la Coromina. Cap al sud, hi ha el Clot de Batllés, on el forma el barranc del Lliró, que de seguida també es decanta cap a la Baronia de Rialb.
Dels vessants del cim de la Corona surten els barrancs isonencs: cap al nord-oest, el Barranc de Fontlledó, que va a aiguavessar en el Riu del Llinar just a sota, al sud, de Santa Clara del Mullol; cap a l'oest, amb naixença a la Font de Caps, el Barramc de l'Espluga, que passa al sud i sota Siall i va a desembocar en el Torrent de Rater al sud del Turó de la Colomera; cap al sud-oest, a partir de la Font del Tros, el Barranc de la Bassa, que va a formar el Barranc de les Valls. Aquest darrer barranc és el que fa de límit de llevant del serrat on es troba el castell de Llordà.

## Etimologia
Segons Joan Coromines, el topònim Estadella procedeix d'un derivat d'estada, i fa referència al fet que els vessants d'aquesta muntanya solien ser un estatge habitual per al bestiar oví. Es tracta, doncs, d'un topònim romànic descriptiu.